# برادران وارنر پیکچرز
برادران وارنر پیکچرز (انگلیسی: Warner Bros. Pictures) یک استودیوی فیلمسازی آمریکایی که به عنوان یک بخش از شرکت سرگرمی برادران وارنر فعالیت می‌کند و متعلق به رسانه وارنر است. استودیوها و دفتر مرکزی این شرکت در بربنک، کالیفرنیا مستقر است.